# Grande Fontaine (La Réunion)
Pour les articles homonymes, voir Grande Fontaine.
Grande Fontaine est un lieu-dit de l'île de La Réunion, département et région d'outre-mer français dans le sud-ouest de l'océan Indien. Il constitue un quartier de la commune de Saint-Paul à proximité immédiate du centre-ville.